# Balmín

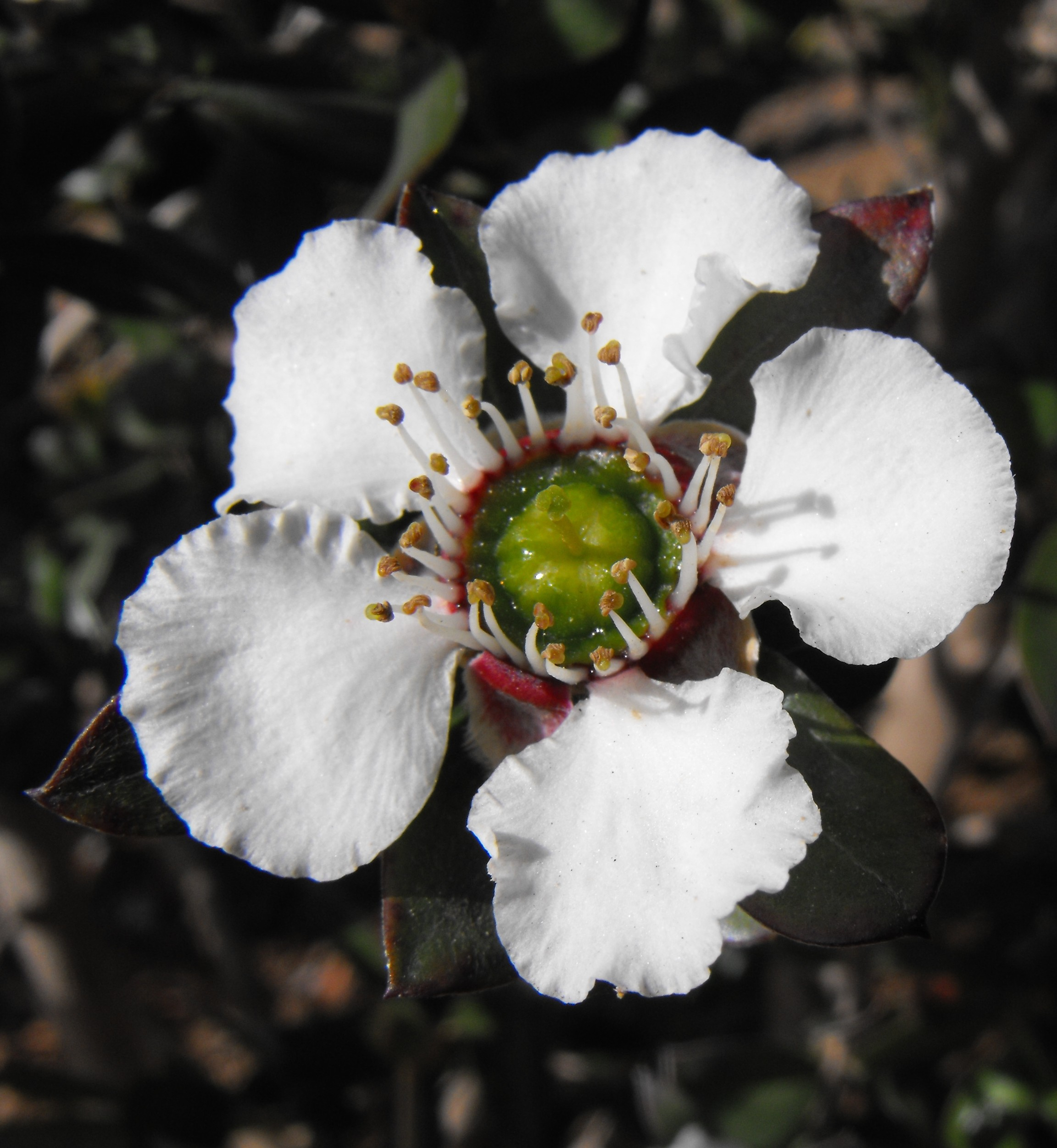
Typický květ balmínu

Balmín (Leptospermum) je rod s asi 80  druhy dřevin s listy obsahujícími esenciální oleje. Je z čeledě myrtovitých kde je řazen do podčeledě Myrtoideae a tribu Leptospermeae.

## Rozšíření
Původ tohoto rodu je hlavně v Austrálii a pak na Novém Zélandu, Nové Guineji a v Jihovýchodní Asii. Drtivá většina jeho druhů jsou ale australské endemity. Některé druhy pyšnící se hezkými květy jsou vysazovány do parků v dalších subtropických a tropických oblastech, např. na Havaji, v Makaronésii a ve Středozemí. V chladnějších oblastech severní polokoule se s oblibou pěstují v zimních zahradách neboť rozkvétají právě v zimních měsících.
Většinou se nalézají v křovinatých okrajích i uvnitř světlých lesů, na vřesovištích i na pastvinách porostlých keři, vyžadují hodně slunečního svitu. Přestože rostou v tropických oblastech nevyskytují se v deštných pralesích a také jen poskrovnu vyrůstají na dlouhodobě suchým místech. Některým druhům se lépe daří na propustné půdě ve vyšších nadmořských výškách s nadprůměrnými ročními srážkami. Dokážou pomoci svých lehkých, větrem roznášených semen rychle kolonizovat i vzdálená místa obnažená po požárech a jiných katastrofách. Rostliny se v průměru dožívají 60 let.

## Popis
Ektomykorhizní dřeviny dorůstají do výše od 0,5 m do 8 m, řídce i 20 m a mívají formu hustě větvených keřů nebo stromů s vláknitou, snadno se loupající tmavou kůrou s červenavým nádechem. Mladé, světle chlupaté větvičky, často vyrůstají rozdvojením původní, působí dojmem chaotického uspořádání. Tvary střídavě vyrůstajících listů bývají velice pestré. Jednoduché listové čepele bývají drobné, u většiny druhů jsou jen o málo delší než 1 cm. Mívají tvar podlouhlý, kopinatý, vejčitý nebo eliptický, jsou symetrické i nesymetrické podle střední žilky a někdy mají drobné palisty. Bývají kožovité nebo bylinné, krátce řapíkaté nebo polopřisedlé a mají aromatické žlázy které po pomnutí listů vydávají příjemnou vůni (některé po citronu), u některých starších rostlin listy postupně tmavnou.
Na jedinci mohou nebo nemusí současně vyrůstají dva typy květů, oboupohlavné nebo jen samčí které mají čnělku a bliznu zakrnělou nebo jsou úplně bez pestíku. Květy měřící v průměru až 3 cm mají stopky nebo jsou přisedlé, vyrůstají z úžlabí listů většině jednotlivě a jsou po větvičkách pravidelně rozloženy, méně často rostou na jejich koncích a jsou seskupeny do vrcholičnatého květenství. Květy mají opadavé listeny, květenství opadavé listence. Okvětí pětičetných cyklických květů je tvořeno zřetelným kalichem a korunou uspořádaných ve dvou přeslench. Obvykle zvonkovitý kalich má trvalé nebo opadavé trojboké, téměř okrouhlé volné lístky se suchomázdřitým okrajem střechovitě se překrývající. Koruna má opadávající podlouhlé, trojúhelníkovité nebo vejčité lístky barvy bílé, mnohdy se skvrnami růžovými nebo červenými. Kališní lístky jsou srostlé se spodními částmi tyčinek v kruhový lem okolo češule. Tyčinek bývá 5 až 55 a jsou stejně nebo různě dlouhé, vždy ale kratší než okvětí. Jejich ohnuté nitky jsou lysé nebo chlupaté, vyrůstají v jednom kruhu, někdy jednotlivě a jindy v chomáčcích a jsou dorzálně spojeny s prašníky otvírajícími se v podélných švech. Z polokulovitě vyklenutého, obvykle spodního lysého nebo chlupatého semeníku (který bývá 5, zřídla 2 až 12dílný) vyrůstá v oboupohlavných květech jednoduchá čnělka s kulovitou nebo plochou bliznou. Gyneceum je synkarpní, placentace axiální. Květy jsou opylovány hlavně hmyzem lákaným velkým množství nektaru.
Plodem je dřevnatá pukající tobolka otvírající se pěti nápadnými víčky, u některých druhů přetrvávají na větvích i rok po odkvětu. Semena jsou velká 2 až 3 mm a jsou i na velké vzdálenosti rozšiřována anemochoricky. Rostliny lze uměle úspěšně rozmnožovat semeny nejlépe rok starými, která po vysetí do vlhkého substrátu vyklíčí za 14 až 30 dnů. Spolehlivou metodou rozšiřování vybraných jedinců je i výsadba asi 10 cm dlouhých řízků za pomoci stimulátoru.

## Význam
Dřevo je pevné, trvanlivé a dobře se opracovává. Mnoho se však nevyužívá, snad jen na násady ručního nářadí a pro oplocení pozemků. Nejčastěji slouží k topení; domorodci z pružných větví vyrábějí oštěpy i kopí a osadníci z větviček zase košťata. Je významnou medonosnou rostlinou. Ve své domovině je balmín někdy vysazován jako nenáročná rostlina na stanoviště s chudou půdou kde má zabraňovat postupující erozí.
Některé druhy tohoto rodu jsou rozšiřovány a pěstovány pro své květy, hlavně balmín metlatý (Leptospermum scoparium) a balmín žlutavý (Leptospermum flavescens). V poslední době doznaly velkého zkoumání a reklamy léčebné účinky esenciálního oleje z listů a medu z květů právě balmínu metlatého pro jejich antimikrobiální, antimykotické a protizánětlivé účinky.